# Dryopithecus
Dryopithecus (z řeckého drys - dub a pithekos - opice, tj. „opice z dubu“ nebo „stromová opice“) je rod vyhynulých hominidů, žijících ve středním až svrchním miocénu (asi před 9,5 - 12 miliony let). Jedná se o velmi úspěšný rod, který osídlil rozsáhlé oblasti Evropy. V současnosti je jedním z nejlépe doložených vyhynulých hominidů, známým z Francie, Španělska, Německa, Rakouska i Maďarska.

## Objevy
Dryopithecus je vůbec nejstarším známým vyhynulým lidoopem. Francouzský paleontolog Édouard Lartet jej popsal již roku 1856, tedy celé tři roky před otištěním Darwinovy práce O původu druhů. Rod Dryopithecus navrhl na základě nálezu dobře zachovalé spodní čelisti a pažní kosti poblíž obce Saint-Gaudens ve Francii. Druhový přívlastek fontani vytvořil podle příjmení nálezce, pana Fontane.
Do rodu Dryopithecus byly při revizi v roce 1965 zařazeny mnohé jiné nálezy evropských a asijských hominidů. Velká část z nich je v současnosti opět chápána jako samostatné rody - například Kenyapithecus (Dryopithecus africanus), Griphopithecus (Dryopithecus darwini), Ankarapithecus (Dryopithecus indicus), Sivapithecus (Dryopithecus indicus), Lufengpithecus (Dryopithecus keyiuanensis), Gigantopithecus (Dryopithecus giganteus) nebo Ouranopithecus (Dryopithecus macedoniensis).
Sporné zůstává postavení rodů Rudapithecus (Dryopithecus brancoi), Hispanopithecus (Dryopithecus laietanus) a Udabnopithecus (Dryopithecus garedziensis). Špatně dochované ostatky v současnosti prakticky znemožňují potvrdit nebo vyvrátit totožnost s rodem Dryopithecus.

## Popis

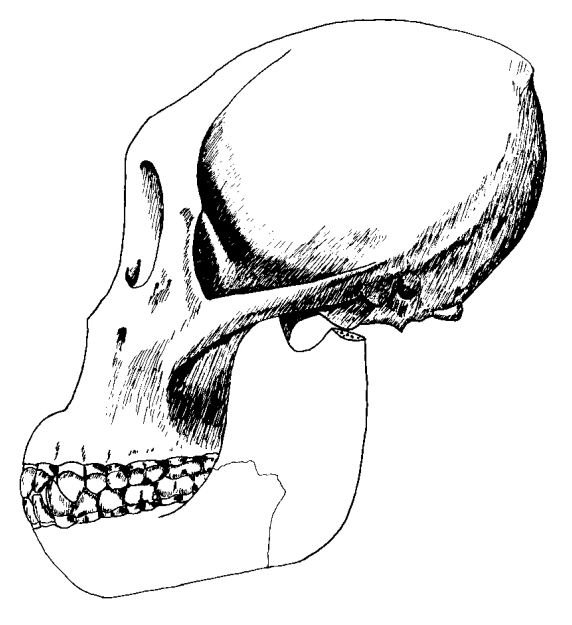
Rekonstrukce lebky druhu Dryopithecus brancoi

Rod Dryopithecus patřil ke středně velkým hominidům. Dosahoval hmotnosti 15 - 45 kg, přičemž se vyznačoval výrazným pohlavním dimorfismem.
Mezi typické znaky patří dlouhá nízká mozkovna, méně vystupující nozdry a čelisti, slabé ale zřetelné nadočnicové oblouky, úzký nosní otvor nebo velká vzdálenost mezi očnicemi. Lebeční kapacita u dvou téměř kompletních lebek z lokality Rudabánya dosahovala 305 cm3 a 320 cm3.
Zuby rodu Dryopithecus nebyly výrazně specializované a uchovaly si spíše primitivní charakter. Horní střední řezáky byly poměrně úzké a stoličky malé, s tenkou vrstvou skloviny. Také špičáky byly relativně malé a projevoval se na nich pohlavní dimorfismus, takže u samců byly výrazně větší než u samic. Spodní čelisti byly lehce stavěné, s nepříliš masivními úpony žvýkacích svalů.
Celkově se stavba chrupu a čelistí značně podobá morfologii těchto partií u moderních šimpanzů. Lze tedy předpokládat i velmi podobné složení stravy, ve které snad převažovalo měkké subtropické ovoce.
Rod Dryopithecus je doložen i vcelku početnými nálezy postkraniální kostry. Ty ukazují na široký plochý hrudník, málo pohyblivou bederní část páteře, prodloužené přední končetiny a naopak poměrně krátké zadní nohy. Přední končetiny s dobře pohyblivými klouby a dlouhými zakřivenými prsty byly schopné silného úchopu a efektivního šplhu. Nalezené kosti tudíž shodně vypovídají o tom, že Dryopithecus žil v korunách stromů subtropického lesa, kde se pohyboval v částečně vzpřímeném postoji pomocí šplhání a ručkování. Je nejstarším známým hominidem, který se již způsobem pohybu podobal moderním lidoopům. Utváření končetin však zároveň naznačuje, že kromě šplhu mohl Dryopithecus ve větší míře používat i chůzi a běh po všech čtyřech končetinách, přičemž se opíral o celé plosky chodidel a nikoliv o kotníky prstů jako gorily a šimpanzi. Taková kombinace není u žijících hominidů známá.

## Druhy

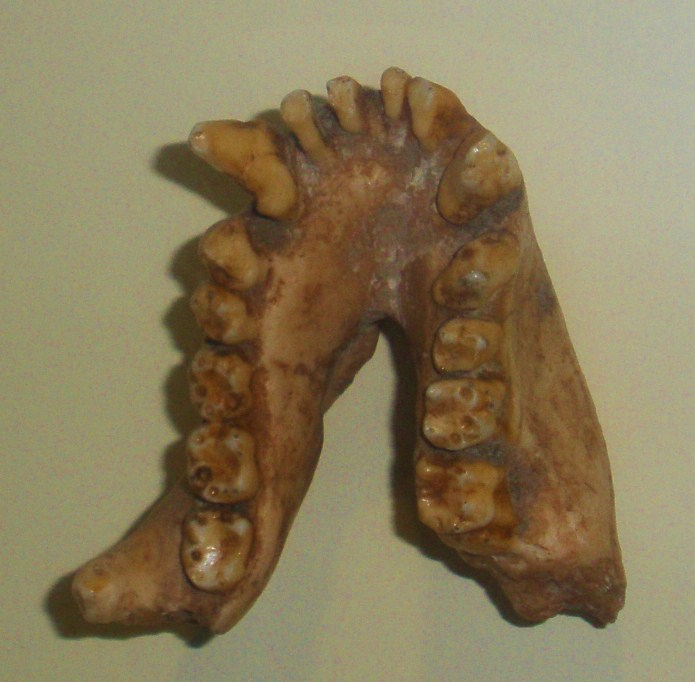
Spodní čelist druhu Dryopithecus fontani

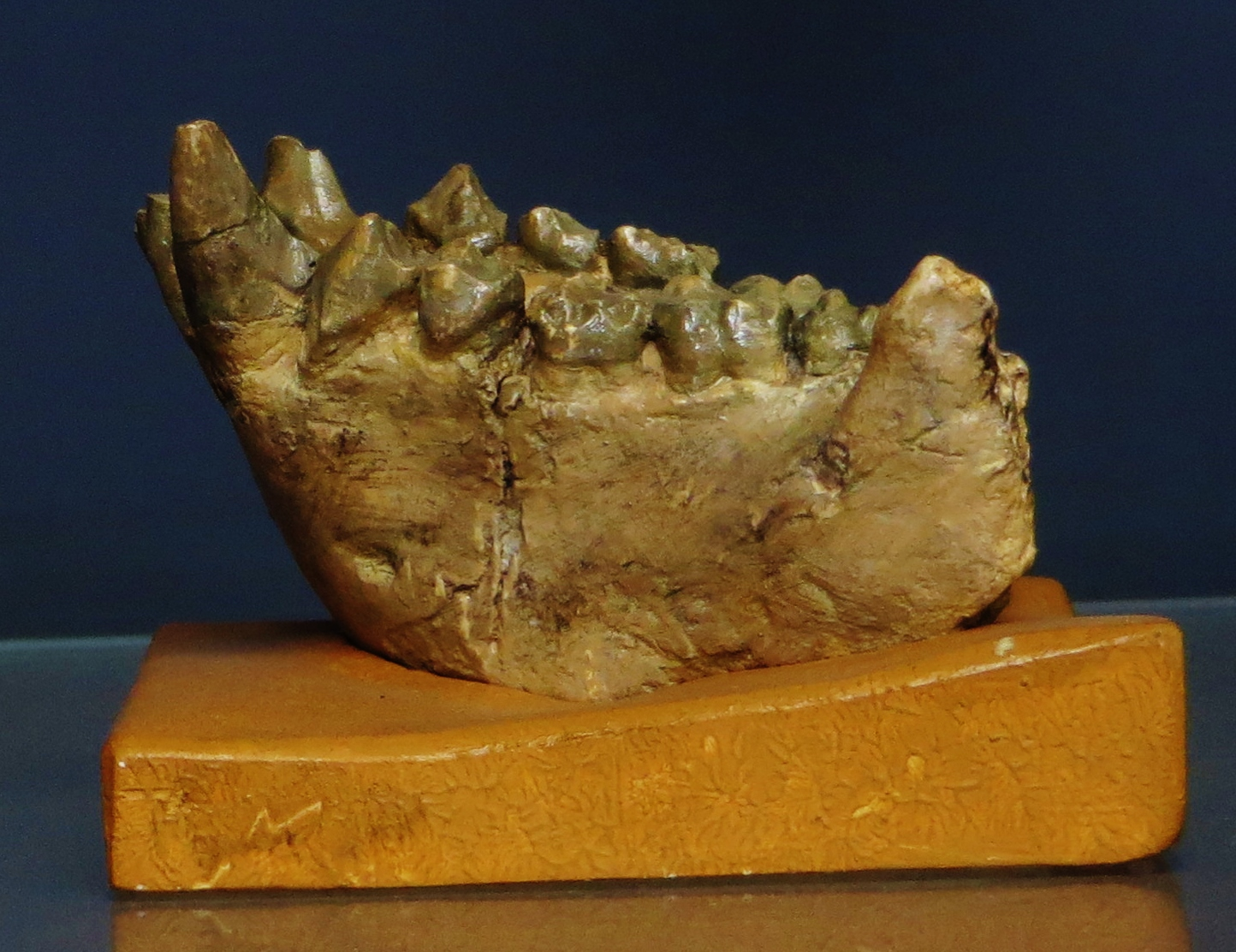
Spodní čelist druhu Dryopithecus fontani

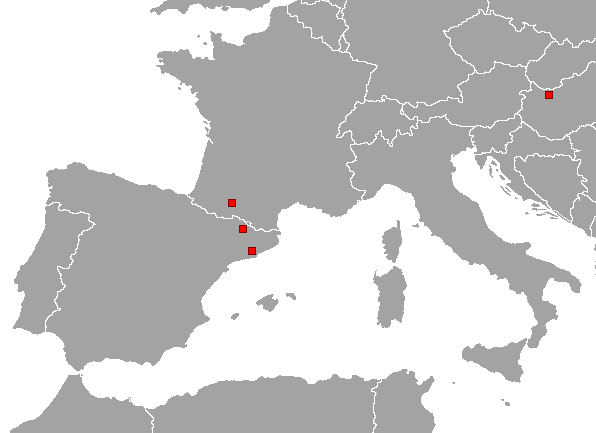
Výskyt rodu Dryopithecus v Evropě

V současné době je rozeznáváno několik druhů, mezi odborníky však nepanuje jednota ohledně přesného taxonomického zařazení jednotlivých nálezů.

### Dryopithecus fontani
Dryopithecus fontani žil asi před 11 - 12 miliony let na pomezí Francie a Španělska a byl současníkem rodů Anoiapithecus a Pierolapithecus. Je prvním známým druhem rodu Dryopithecus, zachyceným již roku 1856. Zároveň však patří k méně známým druhům, neboť je dosud zastoupen jen malým množstvím nálezů. U obce Saint-Gaudens v jižní Francii (departement Haute-Garonne) byly nalezeny tři kusy spodních čelistí společně s pažní kostí. Ta je dosud nejúplnější nalezenou pažní kostí rodu Dryopithecus a svým tvarem se blíží pažní kosti moderních šimpanzů. Jedna spodní čelist byla nalezena také u obce St. Stefan im Lavanttal v rakouských Korutanech. V roce 2009 byla popsána horní čelist tohoto druhu z naleziště Can Mata u obce Els Hostalets de Pierola v Katalánsku. Dva izolované zuby z lokality La Grive u obce Saint Alban de Roche (departement Isère) ve Francii jsou nejčastěji řazeny do druhu Dryopithecus fontani, ale mohou patřit i rodu Pierolapithecus.

### Dryopithecus laietanus
Dryopithecus laietanus se vyskytoval na východě dnešního Katalánska (oblast Vallès-Penedès) zhruba před 9,5 - 11 miliony let. Poprvé byl popsán jako Hispanopithecus laietanus v roce 1944 na základě objevů na lokalitě La Tarumba. V druhé polovině 20. století byl ale přeřazen do rodu Dryopithecus jako Dryopithecus laietanus. Od počátku 21. století začíná být Hispanopithecus opět vydělován jako samostatný rod. Většina ostatků dnes pochází z významného naleziště Can Llobateres u města Sabadell. Mezi další lokality patří Can Mata, Can Vila, Can Feu, Polinyà, Castel de Barbera a Sant Quirze.
Stavbu těla a způsob pohybu lze rekonstruovat zejména díky nálezu poměrně dobře dochované postkraniální kostry, přezdívané Jordi, která byla popsána v roce 1996.

### Dryopithecus crusafonti
Dryopithecus crusafonti žil před 10,5 miliony let na území dnešního Katalánska. Vyčleněn byl až v roce 1992 na základě objevu 16 izolovaných zubů na nalezišti Can Ponsic v oblasti Vallès-Penedès. Možná do téhož druhu patří i spodní čelist z nedaleké lokality Teuleria del Firal u městečka Seu d’Urgell (provincie Lleida), tu však mnozí autoři řadí do druhu Dryopithecus fontani.
Tento druh je některými odborníky řazen do rodu Hispanopithecus jako Hispanopithecus crusafonti.

### Dryopithecus brancoi
Dryopithecus brancoi obýval před 9,5 - 10 miliony let prostor dnešního Německa a Maďarska. Byl rozeznán již v letech 1898 - 1901, část nálezů pak byla v roce 1969 popsána jako Rudapithecus hungaricus. Později byly všechny nálezy sjednoceny do druhu Dryopithecus brancoi, ovšem od počátku 21. století se opět začíná rozeznávat samostatný rod Rudapithecus.
Dryopithecus brancoi je známý zejména z lokalit Salmendingen v německém Bádensku-Württembersku a Rudabánya v Maďarsku. Zastoupen je patrně i na několika nalezištích v Rakousku (Mariathal, Götzendorf) a Německu (Melchingen, Ebingen, Trochtelfingen a Wissberg). Do druhu Dryopithecus brancoi bývá někdy řazen i nález z Gruzie (lokalita Udabno), vyčleňovaný též jako samostatný rod Udabnopithecus.
Nejvýznamnější jsou nálezy téměř kompletních lebek na maďarské lokalitě Rudabánya. Zejména lebka, zachycená v roce 1999 (přezdívaná Gabi) je unikátní, protože se z ní dochovaly nejen kosti obličeje, ale i mozkovny.
Kromě lebečních kostí jsou na lokalitě Rudabánya poměrně hojně nalézané i části postkraniální kostry (pažní, loketní i vřetenní kost, několik karpálních kůstek, články prstů, hlezenní kost, pánev, stehenní kosti). Značně se podobají kostem moderních orangutanů a ukazují, že Dryopithecus brancoi se zcela adaptoval na stromový život.

### Dryopithecus wuduensis
Do rodu Dryopithecus byly zejména na základě přítomnosti stoliček se slabou vrstvou skloviny zařazeny také některé nálezy z Asie Patří sem zejména spodní čelist, zachycená v provincii Kan-su na jihu Číny a označená jako Dryopithecus wuduensis. Dosahuje stáří zhruba 6 - 9 milionů let, ale je velmi špatně dochovaná, takže taxonomické zařazení je značně nejisté. Mohla by spíše patřit některému z asijských hominidů, snad rodu Lufengpithecus.

## Fylogeneze
Fylogenetická pozice rodu Dryopithecus je v současnosti nejasná. Dryopithecus se v Evropě objevuje před 12 miliony lety, tedy téměř současně s asijským rodem Sivapithecus. To znamená, že oba rody mohly mít společného předka.
Oproti Sivapitékovi i jiným vyhynulým asijským hominidům má Dryopiték podle různých morfologických znaků mnohem blíž k vymřelým i žijícím africkým homininům. Ukazují na to zejména celkový tvar obličeje a slabá zubní sklovina. Zároveň nese kostra rodu Dryopithecus znaky, které jsou velmi blízké moderním orangutanům. Ty však mohou být i důsledkem konvergentního vývoje v důsledku adaptace na plně stromový život u obou skupin.
Dryopithecus tudíž mohl patřit mezi předchůdce všech moderních hominidů, nebo dokonce jen homininů. Mohl být ale také vzdáleným příbuzným moderních orangutanů, bez vazby na africké lidoopy.
Právě Dryopithecus nebo příbuzný evropský hominid (například Ouranopithecus) se mohl koncem miocénu přesunout do Afriky a dát zde základ moderním gorilám, šimpanzům i lidem. Tato teorie však v nejnovější době ztrácí podporu s tím, jak přibývá nálezů miocenních hominidů přímo v Africe (Nakalipithecus, Samburupithecus). Tyto nově objevované rody mohou naznačovat, že homininé se vyvíjeli v Africe, zatímco evropské formy hominidů jsou spíše slepou vývojovou větví. V každém případě je Dryopithecus rodem, který se poslednímu společnému předku dnešních homininů značně podobal.